# Spodnje Jarše
Spodnje Jarše is een plaats in Slovenië en maakt deel uit van de gemeente Domžale in de NUTS-3-regio Osrednjeslovenska. De plaats telde 736 inwoners op 1 januari 2020.